# 風に預けて
『風に預けて』（かぜにあずけて）は、20th Centuryの配信限定シングル。

## 解説
2022年8月1日に配信開始。
ファンクラブ会員限定で、オリジナルバンダナとセットで、楽曲をダウンロード出来る「ミュージックカード」（メンバーの直筆メッセージ付き歌詞カード）が販売された。
所属レーベルMENT RECORDINGのキャンペーン企画で、iTunes Store（音声：S.I.N NEXT GENERATION 番外編 Vol.2）、レコチョク（動画："ぼくたちは歌ってる" Vol.2）にてダウンロード購入した購入者が、8月7日～7日にキャンペーンサイトより応募すると、スペシャル動画・音声コンテンツを期間限定試聴・視聴出来る特典がもらえた。
バンド「グソクムズ」が楽曲提供を行っている。

## 収録曲
1. 風に預けて
作詞/作曲：堀部祐介、編曲：グソクムズ
  - SPOOX、フジテレビTWO番組『トニセンロード〜とりあえず行ってみよ〜』テーマソング